# Bacillus subtilis
Bacillus subtilis és un bacteri grampositiu, catalasa-positiva habitualment trobat en el sòl i al tracte gastrointestinal de remugants i humans. Es tracta d'un microorganisme anaerobi facultatiu tot i que va ser considerat aerobi obligat fins al 1998. Membre del gènere Bacillus, B. subtilis té l'habilitat per a formar una endòspora resistent protectora, permetent a l'organisme tolerar condicions ambientals extremes. És considerat el bacteri grampositiu més ben estudiat i s'usa com a organisme model per a l'estudi de la replicació del cromosoma bacterià i la diferenciació cel·lular. La seva gran capacitat per secretar enzims fa que sigui molt utilitzat en empreses biotecnològiques.

## Descripció
Bacillus subtilis és un bacteri grampositiu, en forma de bacil i catalasa positiu. Originalment va ser anomenat Vibrio subtilis per Christian Gottfried Ehrenberg, però al 1872 Ferdinand Cohn va proposar canviar-lo a Bacillus subtilis. Les seves cèl·lules fan aproximadament 4-10 micròmetres (μm) de llarg i tenen un diàmetre de 0.25–1.0 μm amb un volum cel·lular de 4,6 femtolitres (fL) en fase estacionària. Com la majoria de membres del gènere Bacillus, és capaç de generar endòspores com a mecanisme de protecció envers condicions ambientals desfavorables o extremes. Aquesta característica li permet sobreviure a temperatures elevades o períodes llargs de dessecació.

## Patogènesi
El Bacillus subtilis no és considerat patogen humà, però pot contaminar els aliments, però rarament causa intoxicació alimentària. Les seves espores poden sobreviure a la calor extrema que sovint s'utilitza per a cuinar l'aliment, i és responsable de causar la fibrositat en el pa malmès.

## Hàbitat
Aquesta espècie es troba de manera habitual en les capes superiors del sòl. També és habitual trobar-lo al tracte intestinal d'humans i remugants. Un estudi de 2009 va comprar la densitat d'espores trobades al sòl (aproximadament 10⁶ espores per gram) amb les trobades en les femtes humanes (aproximadament 104 espores per gram). El nombre d'espores trobades en humans era massa elevat per poder-se atribuir única i exclusivament a la ingesta de menjar contaminat.

## Reproducció
Bacillus subtilis es pot dividir simètricament mitjançant la fissió binària i produeix dues cèl·lules filles exactament iguals, i també es pot dividir de manera asimètrica, i produeix una única endòspora que pot perdurar durant dècades i ser viable després d'estar en condicions ambientals desfavorables com sequedat, salinitat elevada, pH extrem, radiació o solvents.
Però abans de formar endòspores, les cèl·lules poden produir flagels, afavorir la captació d'ADN del medi extern o produir antibiòtics. Aquestes respostes són degudes a un intent del microorganisme per trobar nutrients mitjançant la cerca d'un nou entorn més favorable, permetent la síntesi de nou material genètic (per exemple l'habilitació de noves rutes metabòliques que permetin obtenir nutrients de manera diferent a l'habitual) o simplement matant els altres microorganismes competidors del mateix ecosistema.

## Replicació Cromosòmica
Bacillus subtilis és un organisme model utilitzat per estudiar la replicació del cromosoma bacterià (genòfor). La replicació del cromosoma s'inicia en un únic punt (únic locus), l'origen, anomenat oriC. La replicació continua bidireccionalment i les dues forquilles de replicació progressen en els dos sentits al llarg de tot el cromosoma. La replicació finalitza quan les forquilles de replicació arriben a la regió terminal, que està posicionada al lloc oposat a l'oriC en el mapa cromosòmic. La regió terminal conté vàries seqüències curtes d'ADN curt (llocs Ter) que promouen que la replicació finalitzi.
Al llarg de tota la replicació hi ha una sèrie de proteïnes que col·laboren en la replicació de l'ADN. La comparació d'aquestes proteïnes en Bacillus subtilis i en Escherichia coli revela que hi ha semblances i diferències. Encara que els components bàsics de la promoció, la iniciació, l'elongació i la terminació estan ben conservats, es poden trobar grans diferències en proteïnes que per un o altre microorganismes poder ser essencials. Aquestes diferències evidencien la diversitat en les estratègies i els mecanismes que es duen a terme per a assolir la duplicació del seu genoma.